# يوهانس فان دير بنت
يوهانس فان دير بنت هو رسام هولندي، ولد في 1650 في أمستردام في هولندا، وتوفي بنفس المكان في 1690.